# Połom Duży
Połom Duży – wieś w Polsce położona w województwie małopolskim, w powiecie bocheńskim, w gminie Nowy Wiśnicz.
W latach 1975–1998 miejscowość administracyjnie należała do województwa tarnowskiego.
W miejscowości jest rzymskokatolicka kaplica filialna parafii Najświętszej Maryi Panny Wniebowziętej w Nowym Wiśniczu.

## Położenie
Wieś położona jest w odległości 10 km od Bochni, przy drodze wojewódzkiej nr 965 z Limanowej do Bochni. Znajduje się na obszarze Pogórza Wiśnickiego, na północnych zboczach wysokiego wzniesienia z przekaźnikiem telekomunikacyjnym (419 m n.p.m.). Wzniesienie to tworzy w północnym kierunku grzbiet rozdzielający dwa działy wodne. Głębokie parowy potoków spływających we wschodnim kierunku zasilają potok Górzański wpadający do Uszwicy. Potoki spływające w kierunku zachodnim to źródła Polanki uchodzącej do Stradomki (zlewnia Raby).

## Części wsi
| SIMC    | Nazwa        | Rodzaj    |
| ------- | ------------ | --------- |
| 0825019 | Duple        | część wsi |
| 0825025 | Góra         | część wsi |
| 0825031 | Osiczyna     | część wsi |
| 0825048 | Rękaw        | część wsi |
| 0825054 | Rojków Dział | część wsi |
| 0825060 | Wólka        | część wsi |

## Przyroda i turystyka
Walory krajobrazowe i przyrodnicze miejscowości zdecydowały o włączeniu jej do obszaru chronionej przyrody – Wiśnicko-Lipnickiego Parku Krajobrazowego. Z odkrytych miejsc wsi widoczna jest panorama szczytów Beskidu Wyspowego i Tatry. W bliskiej okolicy znajdują się też obiekty chronionej przyrody:
- rezerwat przyrody Kamień-Grzyb – znajdujące się na terenie wsi oryginalnego kształtu głazy w lesie Bukowiec.
- pomnik przyrody Kamienie Brodzińskiego – grupa dużych skał – ostańców wierzchowinowych w lesie na wzniesieniu Paprotnej w sąsiedniej miejscowości Lipnica Murowana.
- pomnik przyrody Skałki Chronowskie w Chronowie.
- Szlak turystyczny:  – przez teren wsi przebiega niebieski szlak turystyczny z Bochni przez Nowy Wiśnicz, Kamień-Grzyb, Paprotną, Rajbrot, Łopusze, górę Kamionną i rezerwat przyrody Kamionna oraz Pasierbiecką Górę do Tymbarku.
- Turystyka rowerowa – oznakowane są szlaki przez rezerwat Kamień-Grzyb do Nowego Wiśnicza i doliną Górzanskiego Potoku do Lipnicy Murowanej.

## Ludzie związani z miejscowością
- Stanisław Tworzydło